# Tinea frontestrigata
Tinea frontestrigata is een vlinder uit de familie van de echte motten (Tineidae). De wetenschappelijke naam van de soort werd in 1897 gepubliceerd door Thomas de Grey Walsingham. De soort komt voor op de Amerikaanse Maagdeneilanden.